# Широков Олексій Олександрович (художник)
Олексій Олександрович Широ́ков (нар. 2 квітня 1923, Земляні Хутори — 20 січня 1985, Київ) — радянський художник, живописець, заслужений діяч мистецтв УРСР з 1978 року. Член Спілки художників СРСР.

## Біографія
Народився 2 квітня 1923 року в селі Земляних Хуторах (тепер Аткарського району Саратовської області Росії). Росіянин. Брав участь у Другій світовій війні. Нагороджений орденом Вітчизняної війни 2 ступеня (6 квітня 1986), медаллю «За бойові заслуги» (22 лютого 1944). Член ВКП(б) з 1945 року.
У 1948—1954 роках навчався на живописному факультеті в Інституті живопису, скульптури й архітектури імені І. Ю. Рєпіна Академії мистецтв СРСР (вчителі з фаху: В. Соколов, О. Зайцев, Б. Іогансон). За дипломну роботу, картину «В сім'ї», отримав оцінку «добре».
Помер у Києві 20 січня 1985 року.

## Творчість
Працював у галузі тематичної картини та портрета:
- «Чабани» (1957);
- «Юність» (1960);
- «Бесіда з Іллічем» (1963);
- «Суворі роки» (1965);
- «Клянемося» (1967);
- «Слово „Правди“» (1968);
- «Горки. Січень 1924» (1969—1970);
- «Декрет про землю» (1971);
- «За Батьківщину» (1974);
- «На визволеній землі» (1975);
- «Легенда про героїв громадянської» (1978);
- «На полонині» (1982).

Брав участь у виставках: республіканських з 1952 року, всесоюзних з 1954 року. Твори живописця широко представлені в багатьох державних і приватних колекціях на території колишнього СРСР, а так само в приватних колекціях.